# Marie Claire
Marie Claire — ежемесячный женский журнал, впервые опубликованный во Франции, но также издаваемый в других странах. В то время как каждое из внутренних страновых изданий подстраивается под интересы аудитории журнала, выпуск Соединенных Штатов сосредотачивается на женщинах со всего мира и нескольких международных проблемах. В журнале также присутствуют темы здоровья, красоты, моды.
Русскую версию журнала выпускает «Hearst Shkulev Media/ИнтерМедиаГруп».
Украинскую версию журнала выпускает «Burda Ukraine».

## История
Жан Пруво создал первый номер журнала в 1937 году во Франции, он должен был выходить каждую среду. Название журнала происходит от названия романа Маргарита Оду — «Мари-Клэръ». Французские читатели толпились у газетных киосков, чтобы купить очередной свежий выпуск этого журнала, имевшего огромный успех. Однако, в 1942 году, власти немецкой оккупации во Франции остановили издание большинства журналов, и «Мари Клэр» был одним из них. Журнал не выпускался до 1954 года, а затем стал издаваться снова, но теперь он выходил не еженедельно, а ежемесячно. В 1976 году Пруво передал своё дело дочери Эвелин, которая стала сотрудничать с компанией L’Oréal.
Издание «Мари Клэр» в США было начато в 1994 году компанией Hearst, основанной в Нью-Йорке. У данной компании есть филиалы во Франции, Италии, и нескольких местоположениях в Соединённых Штатах, таких как Детройт, города Западного побережья, Новая Англия, Средний Запад, Юго-запад, и Юго-восток.
50-летие известного журнала было отмечено в 2004 году, на обложке журнала появилась Ванесса Паради.

## Список стран, в которых издаетсяMarie Claire
- : Австралия
  - выпускается с 1995 года;
- : Бельгия — фламандский и французский
  - выпускается с 1990 года;
- : Бразилия
  - выпускается с 1991 года;
- : Казахстан
  - выпускается с 2025 года;
- : Китай
  - выпускается с 2002 года;
- : Республика Корея
  - выпускается с 1993 года MCK Media/MCK Publishing Group;
- : Испания
  - выпускается с 1987 года;
- : США
  - выпускается с 1994 года;
- : Греция
  - выпускается с 1988 года;
- : Гонконг
  - выпускается с 1990 года;
- : Индия
  - выпускается с 2006 года;
- : Италия
  - выпускается с 1987 года;
- : Япония
  - выпускается с 1982 года;
- : Малайзия
  - выпускается с 1994 года;
- : Мексика; : Колумбия; : Пуэрто-Рико; :Венесуэла;
  - выпускается с 1991 года;
- : Нидерланды
  - выпускается с 1990 года;
- : Филиппины
  - выпускается с 2005 года;
- : Великобритания
  - выпускается с 1988 года;
- : Россия
  - выпускается с 1997 года;
- : Швейцария
  - выпускается с 2003 года;
- : Тайвань
  - выпускается с 1993 года;
- : Таиланд
  - выпускается с 2004 года;
- : Турция
  - выпускается с 1961 года.
- : Украина
  - выпускается с 2008 года.
- : ЮАР
  - выпускается с 1997 года;